# هارولد بريسلي
هارولد بريسلي (بالإنجليزية: Harold Pressley)‏ مواليد 14 يوليو 1963 في ذا برونكس، هو لاعب كرة سلة أمريكي سابق. بدأ مسيرته الاحترافية في سنة 1986. تم اختياره من قبل فريق سكرامنتو كينغز خلال الدرافت. حمل الرقم 21. يبلغ طوله 6 قدم 7 بوصة (2.0 م). اعتزل اللعب في 1995. أحرز خلال مسيرته في الإن بي إيه 2702 نقطة بمعدل 9.0 نقاط في المباراة الواحدة.

## المسيرة الاحترافية
لعب مع سكرامنتو كينغز من سنة 1986 إلى 1990، ثم لعب مع جوفينتوت بادالونا في الدوري الإسباني من سنة 1990 إلى 1993، ثم لعب مع نادي ليون لكرة السلة في موسم 1994–1995.

## روابط خارجية
- هارولد بريسلي على موقع إن بي أي (الإنجليزية)
- هارولد بريسلي على موقع سبورتس رفرنس (الإنجليزية)
- هارولد بريسلي على موقع الدوري الإسباني لكرة السلة (الإسبانية)
- هارولد بريسلي على موقع كلية كرة السلة في سبورتس رفرنس.كوم (الإنجليزية)
- هارولد بريسلي على موقع ريلجم (الإنجليزية)
- هارولد بريسلي على موقع بروبوليرز (الإنجليزية)
- هارولد بريسلي على موقع سبورتس رفرنس (الإنجليزية)